# Haukur Angantýsson
En aquest nom islandès, el darrer nom és un patronímic, no pas un cognom. La manera de referir-se a aquesta persona és pel nom de pila.
Haukur Angantýsson (2 de desembre de 1948 - 4 de maig de 2012) fou un jugador d'escacs islandès que tenia el títol de Mestre Internacional des del 1981.
Haukur va guanyar el Campionat d'escacs d'Islàndia el 1976.
El seu èxit més gran fou la seva victòria al World Open de Filadèlfia de 1979 (amb 8/10 punts), després de quedar empatat al primer lloc amb sis altres jugadors, quatre dels quals eren Grans Mestres: Tony Miles, Florin Gheorghiu, Walter Browne, Arthur Bisguier, Bernard Zuckerman i John Fedorowicz.